# Chanur
Chanur (titre original : The Pride of Chanur) est un roman de C. J. Cherryh publié en 1982.
La série de romans a lancé Caroll Cherryh dans la littérature de science-fiction. Bien qu'elle ait reçu le prix Hugo du meilleur roman pour Forteresse des étoiles puis pour Cyteen, c'est dans le Cycle de Chanur que l'on trouve les éléments marquants constituant son œuvre.

## Résumé
Pyanfar Chanur et son équipage déchargent les cales de leur vaisseau « Orgueil de Chanur » à La Jonction quand un passager clandestin s'introduit à bord. Celui-ci se révèle être d'une race inconnue. Il a visiblement été capturé et maltraité par les Kif, dont un chef de guerre est justement à quai. Il semble soudainement que tous les gouvernements (y compris celui de Pyanfar) veulent mettre la main sur cet être fragile. C'est que l'arrivée d'une huitième race amènerait un marché commercial fabuleux et changerait totalement le statu quo politique.
Faire le mort en dérivant aux confins du système solaire ne parvient pas à dissuader les Kif. En abandonnant un leurre, l'Orgueil a l'occasion de sauter jusqu'à une autre station. Mais comment semer des vaisseaux de guerre ? À qui faire confiance quand ses ennemis sont conciliants alors que son propre peuple est jaloux et intraitable ? Comment lutter contre les rumeurs traitant Pyanfar de pirate quand elle utilise effectivement des tactiques similaires pour survivre ?
À force de fuite en avant, l'Orgueil parvient à rejoindre sa planète d'origine alors même qu'un coup d'État a été déclenché sur le domaine de Chanur. À peine les choses sont-elles réglées que la station spatiale de la planète est prise d'assaut par les Kif.
Finalement les Knnn au comportement aberrant enlèvent le chef de guerre kif, ce qui termine l'attaque. Le passager clandestin retrouve enfin un vaisseau de sa race : les humains.

## Contexte
Chanur est un clan d'humanoïde félin : les Hani, mot signifiant "la race". Leur culture est très proche de celle des lions terriens : un unique mâle est le maître nominal d'un domaine - jusqu'à ce qu'un plus jeune vienne le conquérir - géré dans les faits par les femelles (femmes, filles, tantes, cousines, sœurs...)
Chanur n'est pas un clan particulièrement remarquable de la planète Anuurn. D'autres clans ont des domaines plus grands ou des immunités assurant que leurs domaines ne seront jamais conquis. Cependant, Chanur fait partie des clans « spatiens ».
Quand les Mahendos'at sont entrés en contact avec la civilisation féodale Hani, ils lui ont donné la technologie nécessaire au voyage et au commerce spatial. Les clans qui se sont mêlés de faire du commerce loin de chez eux sont devenus assez opulents et donc très influents. La structure sociale Hani en a été bouleversée, notamment avec des concepts comme l'Immunité aux défis ou le conseil des domaines (le Han).
Au moment où commence le cycle de Chanur, Pyanfar et l'équipage de « l'Orgueil de Chanur » chargent des marchandises à La Jonction, la grande base stellaire construite à l'intersection des régions habitées par les 7 espèces navigantes.
Ces sept espèces sont :
- les Hani : race féline sur laquelle est centré le cycle.
- les Mahendo'sat : de grand humanoïdes velus, explorateurs dans l'âme. Dans leur physique et leur comportement, ce sont les plus "humain".
- les Kif : dont la description fait irrésistiblement penser aux sauriens, individus ne vivant que pour le prestige et le pouvoir. Ne respectant que la force, ils ne craignent pas de « trahir »… s'ils peuvent y trouver intérêt.
- les Stsho : fragiles et xénophobes, physiquement incapables de se battre, mais créateurs et gestionnaires de "La Jonction" et assez riches pour engager les autres races comme milice.

Ces quatre premières races respirent de l'oxygène.
- les T'ca : Serpents géants transmettant les matrices d'idées issus de leurs sept cerveaux par des chants harmoniques
- les Chi : des assemblages de bâtons fluorescents qui pourraient être une race intelligente partenaire des T'ca à moins qu'il ne soient leurs animaux de compagnie
- les Knnn : des boules de poils au comportement totalement incompréhensible mais dont la technologie surclasse de beaucoup toutes les autres.

Ces trois dernières races respirent du méthane.
La communication avec elles est presque impossible. Leurs vaisseaux enfreignent couramment la plus élémentaire prudence et les lois connues de la physique.
L'intrigue naît lors de l'apparition d'une huitième race totalement inconnue (les humains), incarnée par Tully. Le vaisseau de celui-ci a eu la malchance d'être capturé par les Kifs, et lui seul a survécu à leur torture. Parvenant à s'échapper lors de l'accostage à « La Jonction », il s'est réfugié dans « l'Orgueil de Chanur », le vaisseau spatial du clan Chanur. L'humain (seul, désespéré, affamé) a choisi le vaisseau Hani car les navigantes de celui-ci sont capables de rire, premier comportement compréhensible pour lui depuis qu'il a été confronté aux races extraterrestres.
De son côté, la capitaine Hani Pyanfar Chanur sait qu'elle va au-devant de gros ennuis à ne pas « rendre cette cargaison égarée » mais savoure l'idée de se venger des vols et agressions passées des Kifs.

## Ambiance
Le cycle de Chanur possède un univers très riche et très complet, qui n'est pas sans réflexion politique.
Ainsi la culture félidée des Hani est un savant mélange de la vie des lions et du féodalisme.
Des questions tels que « comment accepter un mâle à bord » ou « comment éviter que mon fils ne provoque en duel mon mari » frappent Pyanfar Chanur avant toute idée de solidarité ou de pitié.
Une très grande recherche concernant la marine marchande a servi de base à la culture « spatienne ». Les vaisseaux spatiaux ne passent pas leur temps à se battre à coup de missile et de lasers : ils sont "amarrés aux stations par des élingues" tandis que l'on "répare les aubettes" en "se débarrassant des taxes portuaires". C'est un parfum d'authenticité que l'on retrouve plus dans 2001, l'Odyssée de l'espace que dans Star Trek. Ceci classe son œuvre dans la Hard Science aux côtés de celle de Robert A. Heinlein.
Le fait que le saut dans l‘hyperespace soit très éprouvant physiquement ou qu’il y ait un délai de plusieurs minutes entre chaque communication inter-vaisseau fait du voyage intersidéral un huis clos comparable à ce que vivent les cargos traversant l'Océan Pacifique.
Les cultures des autres races sont également évoquées, bien qu'avec moins de détails. Chaque personnage agit plus ou moins dans le cadre de sa culture natale. D’événements en découvertes, on se plaît à admirer la perversité de l'organisation Mahendo'sat, l'étroitesse d'esprit Hani, la complexité de la notion d'identité Stsho ou l'inattendue loyauté des crapules Kif.
Seul Tully l'humain restera un mystère. Au sommet de sa gloire, il ne sera jamais plus qu'un navigant mineur au vocabulaire très limité, perpétuellement effrayé malgré une admiration quasi servile envers l'équipage de l'Orgueil.

## Style

### Naturalisme et sociologie
Le style de C.J. Cherryh est rafraîchissant pour le genre space opéra. Si on y trouve les poncifs du genre - aliens, guerres galactiques, technologies avancées - leur traitement se fait avec un souci du détail confinant au récit anthropologique. Les aspects psychologiques et sociologiques des différentes races constituent une source sans fin de thrillers, angoisses et retournements de situation. Chaque négociation se fait au bluff sur base de suppositions.
Chaque mouvement de vaisseau spatial implique des calculs fastidieux, des délais de transmission et des risques de collision. Le principal danger que court un vaisseau est le recours en justice et la perte de la licence de navigation.
Chaque tâche des femmes d'équipages implique des procédures rébarbatives, une chaîne de commandement et des routines ennuyeuses. À aucun moment on ne sait si les alliés ne se révéleront pas des traîtres et si les ennemis ne seront pas les meilleurs partenaires.

### Un message féministe
D'autre part la structure sociale Hani est propice à un message féministe particulièrement ironique : les mâles sont considérés comme des incapables, sujets à de brusques sautes d'humeur. Leur utilité première est la reproduction, bien qu'ils puissent "servir de potiches" [sic] ou aider à consolider une alliance entre clans ... jusqu'à ce qu'un autre mâle plus jeune et plus brutal le remplace à grands coups de griffe.
Le parallèle avec la condition de la femme dans le milieu du travail saute rapidement aux yeux. La conviction de Pyanfar selon laquelle il s'agit de préjugés dus à l'éducation plutôt qu'à un état de fait biologique fera figure de révolution… et ne sera que fort peu suivie tant chez les Hani que dans les autres races.
Les hanis mâles eux-mêmes sont loin d'être convaincus. Ainsi, les (parfois involontaires) navigants mâles de Pyanfar puis de Hilfy doivent se surpasser pour être considérés comme simplement compétents. Et même alors, l'équipage hésitera souvent à montrer en public leur scandaleux navigant mâle. Ironiquement, ce sont des situations que les romancières américaines, en particulier dans la science-fiction, ont connues personnellement.
Ce thème présent dans les trois cycles est particulièrement prenant dans le dernier volume : L'Héritage de Chanur. Un jeune mâle n'a dû son engagement sur un vaisseau Hani qu'à des faveurs sexuelles. Il n'a reçu ni vraie responsabilité ni vraie formation, et a été purement et simplement abandonné par son vaisseau. Le responsable de la Jonction le confie au capitaine Hilfy pour en être débarrassé. Le Hakkikt (= chef de guerre) Kif s'adresse à lui plutôt qu'à la capitaine dans le but d'insulter celle-ci.
Même si l'équipage de L'Orgueil réprouve la manière dont il a été traité, son intégration sera longue et douloureuse.

### Un choix hardi
L'angle de vue choisi par Cherry pour développer le cycle de Chanur est hardi, en ceci qu'il est à la fois novateur et contraire aux canons en vigueur dans les œuvres littéraires et cinématographiques présentant des cultures étrangères.
La norme est de centrer le récit sur un humain de culture européenne confronté volontairement ou non à une culture étrange et exotique. Ainsi, le Shogun de James Clavell décrit le Japon médiéval au travers des mésaventures d'un pilote hollandais rescapé d'un naufrage. Anna et le Roi de Siam raconte la vie d'une gouvernante victorienne dans les Indes pas tout à fait britanniques. De son côté, Star Trek confrontent des capitaines humains à des alliés, subordonnés, rivaux ou ennemis extraterrestres afin d'illustrer ce que signifie "être humain". Le parallélisme entre l'intrigue de ces histoires et la politique du XXe siècle est le plus souvent évident. Un klingon est la caricature d'un russe stalinien ; tout comme pourrait l'être les Orcs du Seigneur des Anneaux. Et les stormtrooper de Star Wars partagent plus que leur nom avec les troupes d'élite nazis.
Dans Chanur, rien de tel. Tous les personnages principaux et secondaires sont extraterrestres, avec des cadres de références qui leur sont propres. Il n'y a aucune référence directe à la civilisation industrielle euro-américaine du XXe siècle. Et le seul être humain à faire une apparition est au mieux un troisième couteau à qui l'auteur d'un récit plus traditionnel n'aurait pas pris la peine de donner un nom.
Un tel choix scénaristique ne pouvait que ravir les passionnés de science-fiction. Mais il risquait également d'aliéner le grand public incapable de s'identifier aux personnages.

## Suites
À la suite de Chanur viennent quatre livres constituant des développements.
- L'Épopée de Chanur (Chanur's venture) remet Tully en présence de l'équipage de l'Orgueil alors que Pyanfar a de sérieux ennuis financiers et politiques. L'un de ses ennuis est la présence à bord de son mari - qui comme tous les mâles, est considéré comme dangereusement instable et incapable de tout travail intellectuel. On peut y voir un féminisme par l'absurde.
- La Vengeance de Chanur (the Kif strike back) continue le précédent livre en s'intéressant particulièrement à la civilisation Kif, à leur étrange sens du prestige - le sfik - et leur loyauté aussi totale que fragile. La vengeance - un concept très bien compris par les Kif - est proposée à Pyanfar comme base d'une alliance.
- Le Retour de Chanur (Chanur's Homecoming) termine ce cycle. De compromis bancals en négociations hasardeuses, Pyanfar en vient à être entourée d'alliés issus de quatre races, un fait sans précédent qui entache son image publique mais lui permet de déjouer les pièges sur son chemin.

Bien que l'on s'attende à un happy end, la victoire finale des héros dépasse de beaucoup ce que l'on aurait pu deviner.
- L'Héritage de Chanur (Chanur's Legacy) est un nouveau cycle centré sur la jeune nièce de Pyanfar - Hilfy - qui est devenue chef du clan Chanur, capitaine et armateur d'un nouveau vaisseau : l'Héritage de Chanur. On s'intéresse ici plus particulièrement à la race Shsto dont le corps comme l'esprit sont fragiles, la politesse impeccable et la sexualité insondable. La présence à bord d'un jeune mâle inexpérimenté, maladroit mais joli, reprend la réflexion féministe à rebours des livres précédents.